# Ángel de Estrada
Ángel de Estrada (Buenos Aires, Argentina, 20 de septiembre de 1872 - en alta mar frente a Río de Janeiro, Brasil, 28 de diciembre de 1923) fue un poeta, novelista y cuentista argentino, gran admirador y amigo del poeta nicaragüense Rubén Darío y con cuantiosas influencias del escritor italiano Gabriele d'Annunzio.
En 1889 se inició como poeta con diversos ensayos, aunque sus mejores escritos están hechos en prosa, en estilo modernista. Era un viajero incansable que estimaba Francia y la Italia del Renacimiento. Tuvo una gran fortuna y siempre dio muestras de ser un gran caballero. En su país fue profesor en el Colegio Nacional y en la Academia de Filosofía y Letras.
También le gustaba escribir las crónicas de sus viajes y escribía en diversos diarios. Se caracterizó por su delicada musicalidad y un espíritu estetizante, y además de una abundancia de neologismos, y una marcada tendencia al detallismo en la descripción de paisajes y ambientes.
Murió en el barco que lo llevaba de regreso a Argentina de un viaje por Europa, a causa de un accidente en alta mar, cerca de Río de Janeiro en 1923.

## Obras
- Ensayos (1889)
- Los espejos (1895)
- Alma nómade (1902)
- El huerto armonioso (1908)
- La plegaria del sol (1910)
- El sueño de una noche de castillo y otros poemas (1925, obra póstuma)
- Cuentos (1900)
- El color y la piedra (1900)
- Formas y espíritus (1902)
- La voz del Nilo (1903)
- Los cines encantados
- Redención (1906)
- La ilusión (1910)
- Visión de paz (1911)
- Calidoscopio (1911)
- Cadoreto (1914)
- Las tres gracias (1916)
- El triunfo de las rosas (1918)
- La esfinge (1924, obra póstuma)